# Gudrun Gundelach
Gudrun Gundelach (* 3. August 1942) ist eine deutsche Schauspielerin.

## Leben und beruflicher Werdegang
Gundelach wuchs auf einem Gutshof in Norddeutschland auf. Sie absolvierte eine Ausbildung bei Dorothea Wieck an einer Schauspielschule in Berlin.
Gudrun Gundelach hatte mehrere Theater-Engagements – fast alle in Italien. Sie wirkte in mehreren Fernsehproduktionen mit. Die bekannten davon sind SOKO 5113, Hinter Gittern – Der Frauenknast, Die Wache, SOKO Leipzig, SK Kölsch, Alphateam – Die Lebensretter im OP, St. Angela und Wilsberg.
Seit 2014 ist sie in mehreren TV-Werbespots der Deutschen Telekom in der Rolle der Oma Charlotte der Familie Heins zu sehen.

## Filmografie

### Fernsehen
- 1990: La seconda notte
- 1990: Gli Angeli
- 1991: Ragazza
- 1992: Vacance
- 1995: Dr. Schwarz und Dr. Martin
- 1997: Spiel des Lebens
- 1998: SOKO 5113
- 1998: Die Rettungsflieger
- 2000: Männer sind zum Abgewöhnen
- 2000: Hinter Gittern – Der Frauenknast
- 2000: Die Wache
- 2000: Vera Brühne
- 2001: Der Unbestechliche
- 2002: In der Höhle der Löwin
- 2002: Pia
- 2004: SOKO Leipzig
- 2004: SK Kölsch
- 2004: Alphateam – Die Lebensretter im OP
- 2004: St. Angela
- 2005: Der Ermittler
- 2006: Allein unter Bauern
- 2007: Deadline – Jede Sekunde zählt
- 2008: Putzfrau Undercover
- 2011: Notruf Hafenkante (Folge: Ein neues Leben)
- 2011: Danni Lowinski
- 2012: SOKO Wismar
- 2014: Hubert und Staller (Folge: Dicke Luft als Beate Inninger)
- 2017: Wilsberg (Folge: Der Betreuer)
- 2017: In aller Freundschaft (Folge: Ende und Anfang)
- 2018: SOKO Stuttgart (Folge: Wer rastet, rostet)
- 2019: Der Lehrer (Folge: Ok, in der Tonlage klingt das schon irgendwie dramatisch…)
- 2019: Notruf Hafenkante (Folge: Neben der Spur)
- 2021: Immer der Nase nach

### Kino
- 1965: Es
- 1989: Teresa
- 1990: Lo Stato die Dubrio
- 1991: Carne – Fleisch (La carne)
- 1992: Chi Posto
- 1994: Ich erzähl mir einen Mann
- 1998: Caroline und Ferdinando
- 1999: Tach, Herr Dokter! – Der Heinz-Becker-Film
- 2001: Herbstwind
- 2005: Ein Sommertagtraum
- 2006: Free Rainer – Dein Fernseher lügt
- 2007: Armer Schwarzer Kater
- 2012: Die Vampirschwestern

### Sonstiges
- 1995: Filmhochschule → Die Metro
- 1998: Off → Die Unvernünftigen sterben aus
- 2001: Kurzfilm → Johanna und Belfu
- 2005: Kinokurzfilm → Karma strikes back